# Pedro Benítez (bramkarz)
Pedro Benítez (ur. 12 stycznia 1901, zm. 31 stycznia 1974) – piłkarz paragwajski, bramkarz.
Jako piłkarz klubu Club Libertad był w kadrze narodowej na pierwsze mistrzostwa świata w 1930 roku, gdzie Paragwaj odpadł w fazie grupowej. Zagrał tylko w jednym meczu z Belgią, w którym nie stracił bramki.